# 앵거스 퍼스셔글렌스 (영국 의회 선거구)
앵거스 퍼스셔글렌스(Angus and Perthshire Glens)는 스코틀랜드 북부 퍼스 킨로스와 앵거스 지역에 위치한 영국 하원의 선거구이다. 2024년 영국 총선부터 신설되었으며 현 지역구 의원은 스코틀랜드 국민당의 데이브 두건이다.

## 관할 구역
스코틀랜드 경계위원회의 제6차 선거구 정기심의 결과, 퍼스 킨로스와 앵거스 지역의 북부 일대를 포괄하는 지역구를 신설하는 방안이 세워졌다.
앵거스 퍼스셔글렌스 지역구에 속하는 워드는 퍼스 킨로스의 하이랜드, 스트래스테이, 스트래스모어, 블레어고리 글렌스가, 앵거스의 브레친 에젤, 몬트로즈 디스트릭트, 키리뮤어 딘이 있으며, 던디시 북부 교외지역에 해당되는 브리지풋, 버크힐 등도 속해 있다.
과거 1983년 총선에서 신설되어 보수당의 텃밭 지역구로 꼽혔던 노스테이사이드 지역구의 경계와 유사하다.

## 국회의원
| 선거 | 선거   | 회원        | 파티              |
| ---- | ------ | ----------- | ----------------- |
|      | 2024년 | 데이브 두건 | 스코틀랜드 국민당 |

## 선거

### 2020년대 선거
|  | 40.4% |

|  | 30.1% |

|  | 14.4% |

|  | 6.9% |

|  | 6.7% |

|  | 1.5% |